# Dirades semicarnea
Dirades semicarnea är en fjärilsart som beskrevs av W. Warren 1907. Dirades semicarnea ingår i släktet Dirades och familjen Uraniidae. Inga underarter finns listade i Catalogue of Life.